# Tmarus nigridorsi
Tmarus nigridorsi là một loài nhện trong họ Thomisidae.
Loài này thuộc chi Tmarus. Tmarus nigridorsi được Cândido Firmino de Mello-Leitão miêu tả năm 1929.